# Gravesend
Gravesend es una ciudad de mercado en la ribera sur del Támesis, situada en el noroeste del condado de Kent, Inglaterra.

## Geografía
Gravesend forma parte de la diócesis anglicana de Rochester y del área urbana Thames Gateway en el sudeste de Inglaterra.
Según la oficina nacional de Estadística británica, su término municipal conocido como Gravesham tiene una superficie de 99,1 km².

## Demografía
Según el censo de 2001, Gravesend tenía 53 045 habitantes (48,89% varones, 51,11% mujeres) y una densidad de población de 5 352,67 hab/km². El 22,32% eran menores de 16 años, el 71,03% tenían entre 16 y 74 y el 6,65% eran mayores de 74. La media de edad era de 37,5 años.
El 89,12% eran originarios de Inglaterra y el 2,02% de otras naciones constitutivas del Reino Unido, mientras que el 1,65% eran del resto de países europeos y el 7,21% de cualquier otro lugar. Según su grupo étnico, el 87,6% de los habitantes eran blancos, el 1,01% mestizos, el 9,99% asiáticos, el 0,71% negros, el 0,42% chinos y el 0,28% de cualquier otro. El cristianismo era profesado por el 70,54%, el budismo por el 0,3%, el hinduismo por el 0,83%, el judaísmo por el 0,05%, el islam por el 0,94%, el sijismo por el 7,98% y cualquier otra religión por el 0,27%. El 12,06% no eran religiosos y el 7,03% no marcaron ninguna opción en el censo.
Del total de habitantes con 16 o más años, el 27,8% estaban solteros, el 52,64% casados, el 2,78% separados, el 8,16% divorciados y el 8,61% viudos. Había 21 227 hogares con residentes, de los cuales el 29,25% estaban habitados por una sola persona, el 9,17% por padres solteros con o sin hijos dependientes, el 37,94% por parejas casadas y el 8,93% sin casar, con o sin hijos dependientes en ambos casos, el 8,46% por jubilados y el 6,25% por otro tipo de composición. Además, había 451 hogares sin ocupar y 24 eran alojamientos vacacionales o segundas residencias.

## Atracciones
La princesa indoamericana Pocahontas murió en Gravesend en 1617 y está enterrada en la iglesia parroquial de San Jorge en el centro histórico. El sitio de la tumba de la princesa, esposa de John Rolfe de la compañía de Virginia, se cree que se encuentra por debajo del presbiterio, aunque desde que la iglesia fue destruida por un incendio del 1727 su tumba exacta se desconoce. El cementerio de la St George's Gravesend contiene una estatua de la princesa Pocahontas realizada en bronce.

## En la literatura
En El corazón de las tinieblas, de Conrad, la narración completa de la obra ocurre justo río abajo de Gravesend, en el Blyth, singular anclaje desde donde el narrador contempla simultáneamente Gravesend, el faro Chapman, y la desembocadura del Támesis (sea-reach of the Thames).